# Austen Rowland
Austen Rowland, né le 30 juillet 1981 à Hyattsville dans le Maryland, est un joueur de basket-ball américain qui évolue en tant que meneur.

## Biographie
Il effectue la plus grande partie de sa carrière en Allemagne avant de rejoindre la France où il évolue en Pro B au Portel, puis à Évreux, et Boulogne-sur-Mer. En mai 2013, il signe à Orchies, tout juste promu en Pro B.
Après un passage en Finlande, il revient à Boulogne-sur-Mer lors de la saison 2015-2016. Il met un terme à sa carrière à l'issue de celle-ci puis rejoint le staff de son ancien université de Lehigh. Cependant, il sort de sa retraite pour retrouver son ancien assistant-coach de Boulogne, Fabien Anthonioz, en s'engageant en NM1 à La Charité Basket 58 le 24 juillet 2017.
Meilleur marqueur de NM1, il quitte La Charité pour signer chez la lanterne rouge de la Pro B, l'Étoile de Charleville-Mézières le 30 décembre 2017. Il retrouve le club de La Charité l'année suivante. Austen Rowland poursuit alors sa carrière de joueur en signant en Allemagne au Hambourg Towers pour la saison 2019-2020, retrouvant ainsi le championnat d'Allemagne.